# 伊木忠順

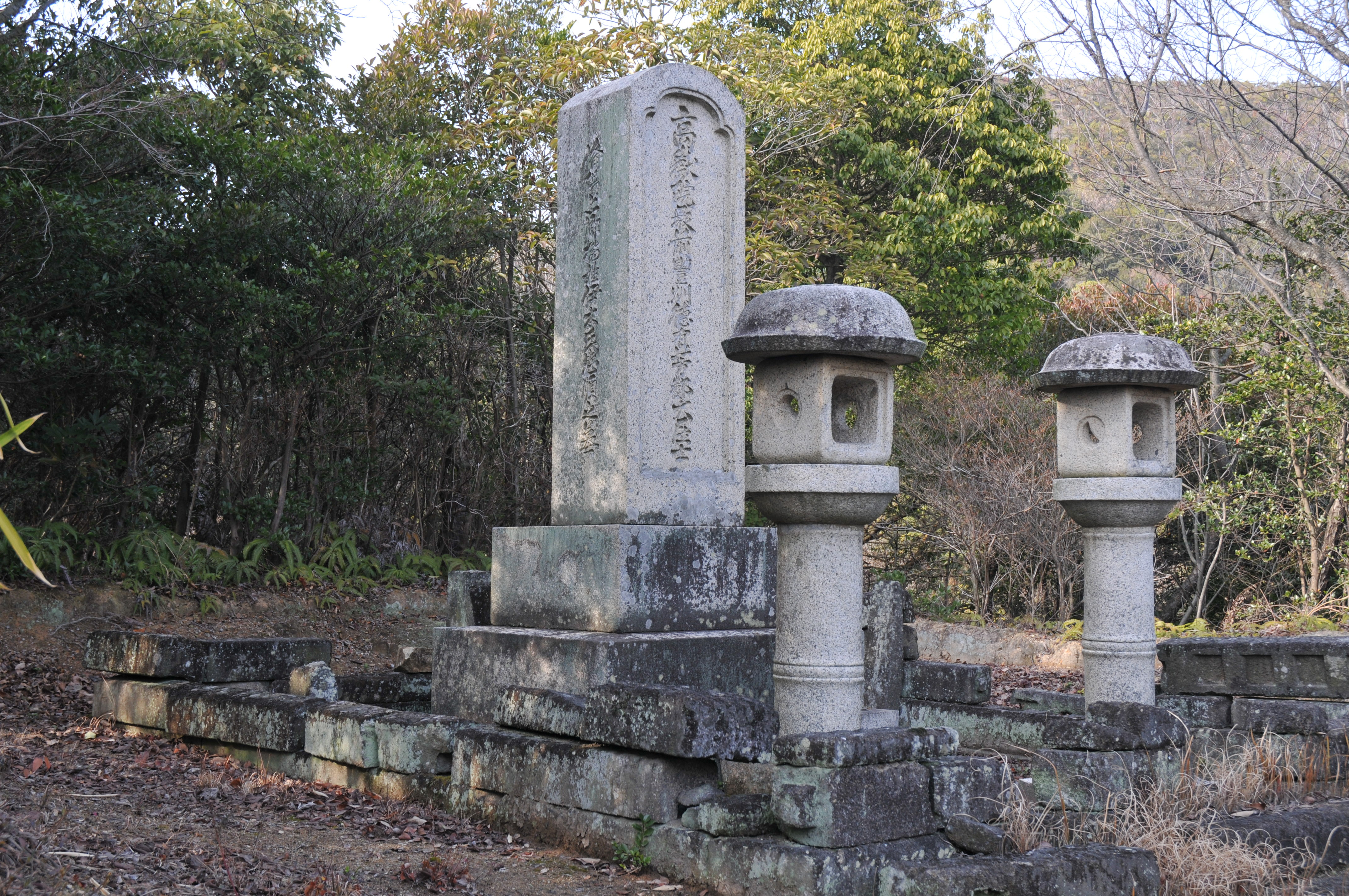
伊木忠順の墓

伊木 忠順（いぎ ただゆき / ただより、寛政10年11月25日（1798年12月31日） - 文化12年6月24日（1815年7月30日））は、岡山藩筆頭家老。伊木家11代当主。通称は豊後。主君は池田斉政。

## 生涯
忠順は岡山藩家老・土倉家の一族、菅家の出身で、7代当主・伊木忠知の七男で菅家の養子となった実寧の子である。岡山城下で生まれた。幼名は庸之介。
文化5年（1808年）1月、10代忠識が嗣子なく59歳で没したため、庸之介は一旦、家老の土倉一之の四男となり、その後に忠識の養子として11歳（数え年）で伊木家の家督を継いだ。
文政12年（1815年）6月24日、病没した。享年18。公式には6月27日に23歳で没したと発表された。分家の伊木忠孰（ただあつ）の三男が養子として迎えられ、12代忠直として家督を継いだ。
法名は高嶽院殿前豊州徳有芳隣大居士。墓所は伊木家千力山墓所（岡山県瀬戸内市）。